# Condado de Rivadedeva
El condado de Rivadedeva es un título nobiliario español creado el 18 de abril de 1891, durante la minoría de edad del rey Alfonso XIII por su madre, la reina regente María Cristina de Habsburgo Lorena, a favor de Manuel Ibáñez y Posada.
Su denominación hace referencia al concejo de Ribadedeva en la comunidad autónoma del Principado de Asturias (España).

## Condes de Rivadedeva
|                           | Titular                                     | Periodo                   |
| Creación por Alfonso XIII | Creación por Alfonso XIII                   | Creación por Alfonso XIII |
| ------------------------- | ------------------------------------------- | ------------------------- |
| I                         | Manuel Ibáñez y Posada                      | 1891                      |
| II                        | María Loreto Ibáñez y Cortina               | 1893-1949                 |
| III                       | Robert d'Aurelle de Paladines               | 1950-1977                 |
| IV                        | Louis d'Aurelle de Paladines Leglise        | 1979-2023                 |
| V                         | Arnaud Patrice D’Aurelle de Paladines Aubry | 2024-actual titular       |

## Historia de los condes de Rivadedeva
- Manuel Ibáñez y Posada (Colombres, 14 de septiembre de 1938-Madrid, 7 de mayo de 1891), I conde de Rivadedeva, gran cruz de la Orden de Isabel la Católica, «presidente del casino español en México, fundador y primer presidente del Consejo de Administración del Banco Mercantil de México».[2] Era hijo de Francisco Ibáñez Noriega y de Teresa de Posada Caso.[2]

Casó, en México, el 11 de mayo de 1870, con María Jesús Cortina e Icaza (n. Ciudad de México, 14 de febrero de 1850), hija de Ignacio Cortina Chávez, y de Ramona Icaza Iturbe. En 21 de diciembre de 1893, le sucedió su hija primogénita:
- María Loreto Ibáñez y Cortina (México, 5 de septiembre de 1871-29 de mayo de 1947[1][3]), II condesa de Rivadedeva.[2]

Casó, el 28 de abril de 1898, con Robert d'Aurelle de Paladines (Metz, 10 de octubre de 1867-Madrid, 19 de marzo de 1948), marqués de Aurelle de Paladines. Le sucedió, en 1950, su hijo:
- Robert d'Aurelle de Paladines e Ibáñez (29 de mayo de 1900-1977), III conde de Rivadedeva.[3]

En 5 de mayo de 1979, le sucedió su hijo:
- Louis d'Aurelle de Paladines Leglise, IV conde de Rivadedeva.[1][4]

Casó con Claude Aubry Floquet. sucedió su hijo:
- Arnaud Patrice d’Aurelle de Paladines Aubry, V conde de Rivadedeva.[5]